# Semnan (Verwaltungsbezirk)
Semnan (persisch شهرستان سمنان) ist ein Schahrestan in der Provinz Semnan im Iran. Er enthält die Stadt Semnan, welche die Hauptstadt des Verwaltungsbezirks ist.

## Demografie
Bei der Volkszählung 2016 betrug die Einwohnerzahl des Schahrestan 196.521. Die Alphabetisierung lag bei 94 Prozent der Bevölkerung. Knapp 94 Prozent der Bevölkerung lebten in urbanen Regionen.
| Zensusjahr | Einwohnerzahl |
| ---------- | ------------- |
| 2011       | 167.407       |
| 2016       | 196.521       |